# Floresta ombrófila densa

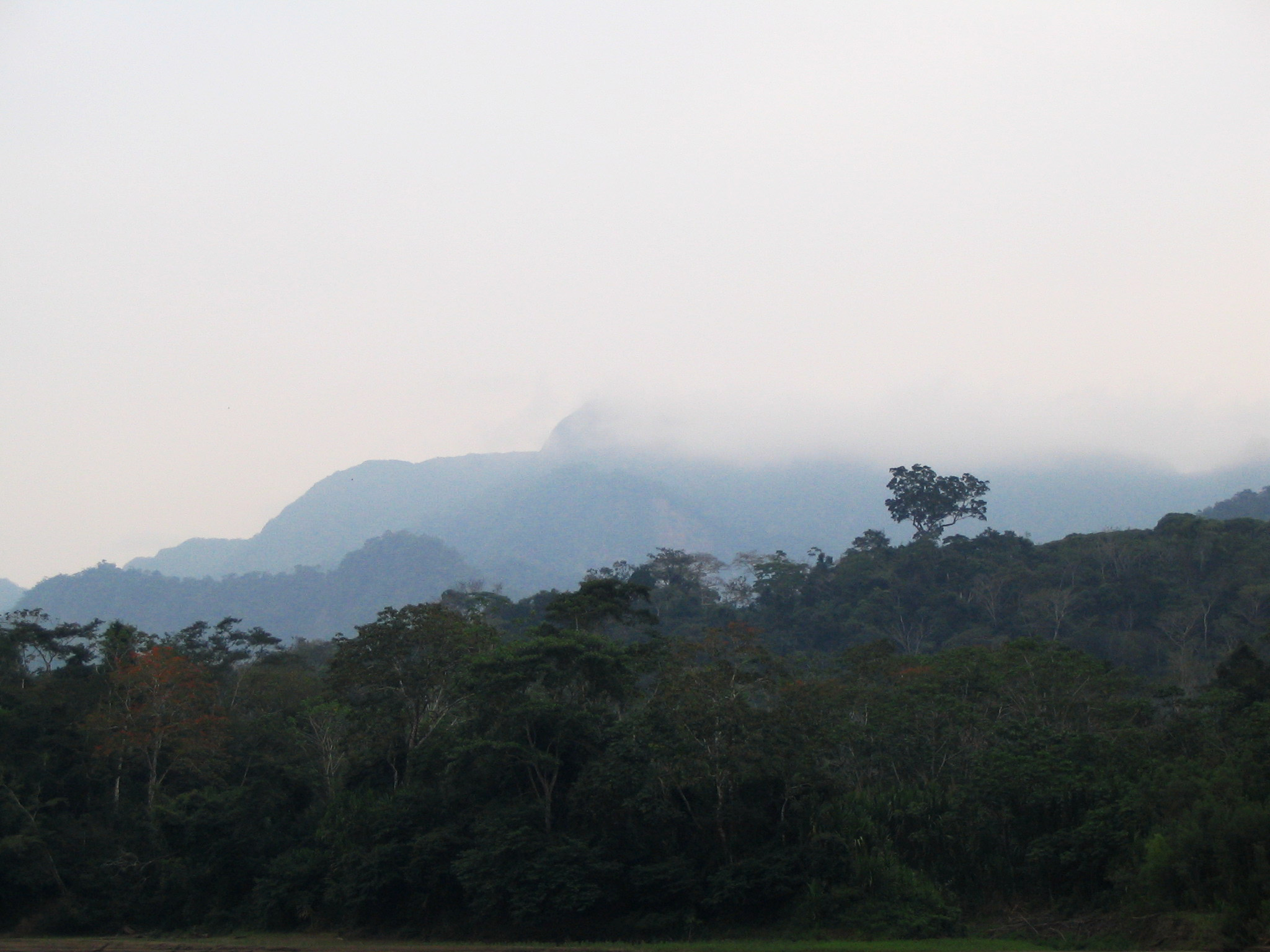
Vista lateral de floresta ombrófila densa perto de Rurrenabaque, Bolívia.

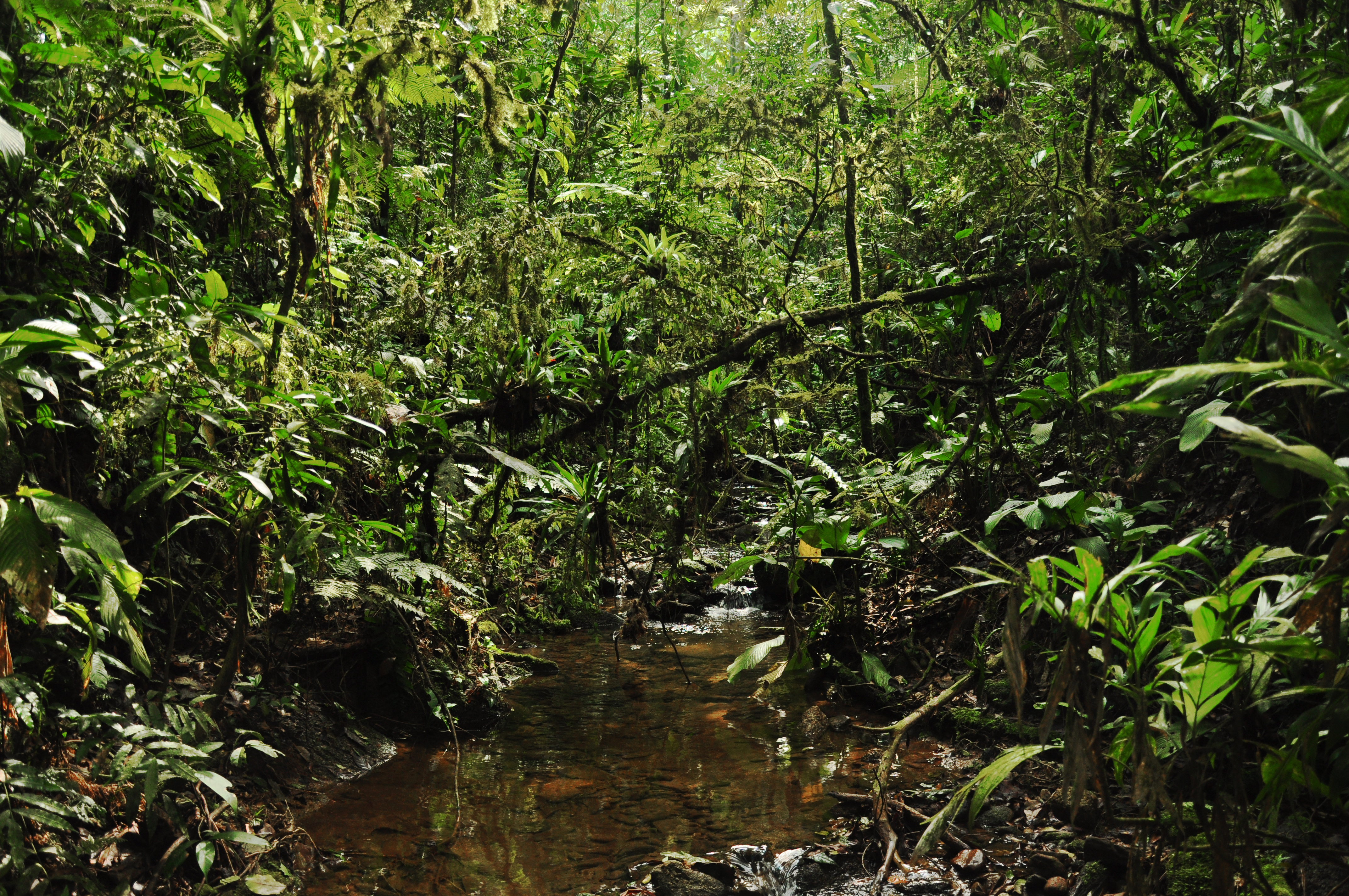
Interior de floresta ombrófila densa perenifólia no Parque Estadual Intervales, SP.

Floresta ombrófila densa (também chamada floresta tropical pluvial) é um tipo de vegetação caracterizado como mata perenifólia (ou sempre verde) cujo dossel é de até 50 m, com árvores emergentes de até 40 m de altura. Possui densa vegetação arbustiva, composta por samambaias, arborescentes, bromélias e palmeiras. As trepadeiras e epífitas (bromélias e orquídeas), bem como os cactos e as samambaias também são muito abundantes. Nas áreas úmidas - às vezes, temporariamente encharcadas, antes da degradação promovida pela ação antrópica -, ocorriam figueiras, jerivás (palmeira) e palmitos (Euterpe edulis).
O termo "floresta ombrófila densa", criado por Ellemberg & Mueller-Dombois (1967) substituiu o termo "pluvial" (de origem latina) por "ombrófila" (de origem grega), ambos com o mesmo significado: "amigo das chuvas". Sua principal característica ecológica reside nos ambientes ombrófilos, relacionada com os índices termo-pluviométricos mais elevados da região litorânea e da Amazônia. A precipitação bem distribuída durante o ano, determina uma situação bioecológica praticamente sem período seco (0 a 60 dias no ano).
Pela classificação de Ellemberg & Mueller-Dombois (1967) sabemos que este tipo de vegetação é uma:
- classe de formação: floresta
  - subclasse de formação: ombrófila - de clima com no máximo 4 meses secos no ano
    - subgrupo de formação: densa - fisionomia

## Tipos
Tem cinco divisões, com fisionomias diferentes, de acordo com o IBGE (2012):
1. floresta ombrófila densa aluvial: mata ciliar, tanto no rio Amazonas como em outras bacias hidrográficas em todo o Brasil
2. floresta ombrófila densa das terras baixas: geralmente costeira, ocorre da Bahia até o Rio Grande do Sul com formação florística diversa da encontrada nos estados mais ao sul
3. floresta ombrófila densa submontana: de solo mais seco, apresenta dossel de alto porte, até 50 m na Amazônia e 30 no resto do país
4. floresta ombrófila densa montana: dossel uniforme de cerca de 20 m, ocorre de 600 a 2000 m na Amazônia e 500 a 1500 m no resto do país
5. floresta ombrófila densa altomontana: mata nebular

## Ocorrência
No Brasil, ocorre tanto na região da Amazônia quanto na Mata Atlântica (na qual também é chamada "mata de encosta").